# Concierto para piano n.º 3 (Balada)
El Concierto para piano n.º 3 es un concierto para piano de Leonardo Balada. Fue compuesto en el año 1999 y estrenado el 12 de febrero de 2000 por la Orquesta Sinfónica de Radio Berlín bajo la batuta de Rafael Frühbeck de Burgos y con la pianista solista Rosa Torres-Pardo. Se trata de un concierto con una gran presencia de elementos folclóricos.

## Estructura
El concierto está dividido en tres movimientos sin título. En el primer movimiento, el compositor hace uso de elementos folclóricos españoles, recreando un pasodoble, con una combinación tímbrica que imita a un organillo. El segundo movimiento evoca texturas melódicas similares a la música de Al-Ándalus. En el tercer movimiento, el autor recrea una jota aragonesa, en el que mantiene estructuras melódicas del primer movimiento.
El listado de movimientos, tal y como aparecen en las grabaciones, es el siguiente:
- I.
- II.
- III.